# Gabriel Chevallier
Gabriel Chevallier (3. května 1895, Lyon – 6. dubna 1969, Cannes) byl francouzský spisovatel.

## Život
Navštěvoval několik středních škol, nějaký čas pobyl též v církevním semináři. V šestnácti letech začal studovat malířství, po vypuknutí první světové války byl odveden. Po roce utrpěl na frontě zranění a vrátil se do zázemí. Vystřídal nejrůznější zaměstnání a od roku 1925 se začal věnovat psaní. Brzy si získal čtenářskou oblibu, především svou schopností nahlédnout do mentality francouzských středních vrstev a smyslem pro jemný i drsnější humor.

## Dílo
- Seznam děl v Souborném katalogu ČR, jejichž autorem nebo tématem je Gabriel Chevallier
- Obchodní cestující Durand (Durand, voyageur de commerce, 1929)
- Clarisse Vernon (1933)
- Zvonokosy (Clochemerle, 1934)
- Kolej na Svatém kopečku (Sainte-Colline, 1937)
- Dědici a dědičky (Les héritiers Euffe, 1945)
- Moje přítelkyně Renetka (Ma petite amie Pomme, 1946)
- Zvonokosy: Babylon (Clochemerle-Babylone, 1951)
- Zvonokosy: Lázně (Clochemerle-les-Bains, 1963)
- Mlhobřehy (Brumerives, 1968)